# Steinmetzlichaam
Een Steinmetzlichaam is de doorsnede van twee of drie cilinders met gelijke diameter waarvan de assen elkaar snijden. Bij een doorsnede van twee cilinders snijden de twee assen elkaar onder een rechte hoek. Bij een doorsnede van drie cilinders snijden de drie assen elkaar in één punt, waarbij elk paar assen dit onder een rechte hoek doet. Bij een doorsnede van twee cilinders wordt die doorsnede een bicilinder genoemd, bij een doorsnede van drie cilinders een tricilinder. De doorsnedes zijn genoemd naar de Duits-Amerikaanse wiskundige en elektrotechnisch ingenieur Charles Proteus Steinmetz. Hij slaagde er in de inhoud en de oppervlakte van de twee lichamen te berekenen hoewel dit ook reeds gedaan was door Archimedes (klassieke oudheid), Zu Chongzhi (5de eeuw, China) en Piero della Francesca (15de eeuw, Italië).

## Bicilinder

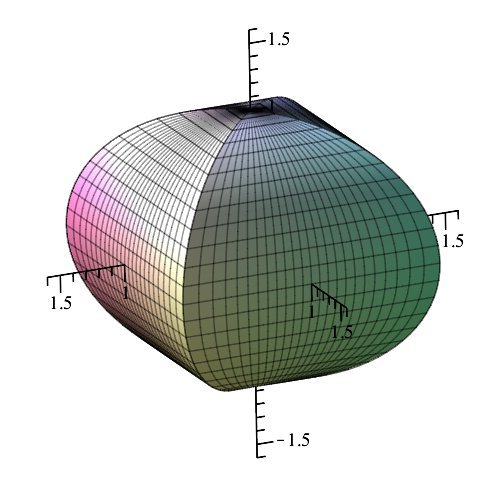
3D-zicht van een bicilinder, hier met straal 1.

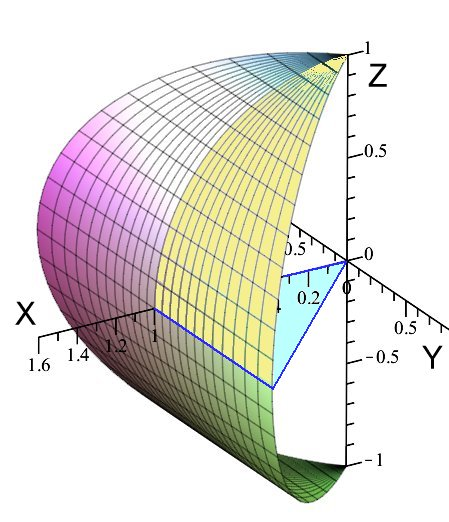
Deel van een bicilinder met straal 1. De bicilinder bestaat uit vier dergelijke delen. Het gele segment is één vierde van zo'n deel en wordt gebruikt om het volume en de oppervlakte van een bicilinder te berekenen.

Wanneer de assen van de cilinders als X-as en Y-as van het orthonormaal assenkruis gekozen wordt de doorsnede begrensd door de Cartesiaanse vergelijkingen:
{\displaystyle {\begin{cases}x^{2}+z^{2}=R^{2}\\y^{2}+z^{2}=R^{2}\end{cases}}}
waar R de straal van de cilinders is. De as van de eerste cilinder is de Y-as, de as van de tweede cilinder de X-as.
Een bicilinder bestaat uit vier gelijkvormige delen die symmetrisch rond de Z-as liggen zoals op de bovenste figuur kan gezien worden. Er zijn twee hoekpunten en vier ribben. In beide hoekpunten komen de vier ribben samen. Deze waarden voldoen aan Euler's formule voor veelvlakken.
Voor de hierboven gegeven Cartesiaanse vergelijkingen kan het deel waaruit het positieve X-as naar buiten komt beschreven worden door de parametervergelijkingen
{\displaystyle {\begin{cases}x=R\cdot cos(u)\\y=R\cdot cos(u)\cdot tan(v)\\z=R\cdot sin(u)\end{cases}}}
met {\displaystyle u=-\pi /2..\pi /2} en {\displaystyle v=-\pi /4..\pi /4}
De andere drie delen worden beschreven door deze drie uitdrukkingen deels van teken te veranderen en/of onderling te wisselen tot:
{\displaystyle [x,y,z]\ \rightarrow \ [-x,y,z],[y,x,z]} en {\displaystyle [y,-x,z]}
- Het volume kan op verschillende manieren berekend worden. Het kan bijvoorbeeld opgedeeld worden in vier gelijk delen die overeenstemmen met de vier delen van de parametervoorstelling. Het deel waaruit de positieve X-as naar buiten komt heeft een volume dat kan berekend worden door middel van een driedubbele integraal die met gewone basistechnieken kan worden opgelost. We delen dit deel eerst zelf nog eens op in vier gelijke delen. Het gele deel (zie de tweede figuur, hier met R=1) moet dus in totaal met zestien vermenigvuldigd worden om het totale volume van de bicilinder te bekomen:

{\displaystyle V\ =\ 16\cdot \int _{x=0}^{R}\int _{y=0}^{x}\int _{z=0}^{\sqrt {R^{2}-x^{2}}}dzdydx\ =\ {\frac {16\cdot R^{3}}{3}}}
- Voor de oppervlakte kan van hetzelfde gele deel op de tweede figuur gebruik gemaakt worden. Het maakt één zestiende uit van de totale oppervlakte. Het gele deel wordt daarbij beschouwd als een functie {\displaystyle z\ =\ {\sqrt {R^{2}-x^{2}}}} boven het blauwe driehoekig domein in het XY-vlak, zodat de oppervlakte-integraal wordt:

{\displaystyle S\ =\ 16\cdot \int _{x=0}^{R}\int _{y=0}^{x}{\sqrt {1+\left({\frac {\partial z}{\partial x}}\right)^{2}+\left({\frac {\partial z}{\partial y}}\right)^{2}}}dydx\ =\ 16\cdot \int _{x=0}^{R}\int _{y=0}^{x}{\frac {R}{\sqrt {R^{2}-x^{2}}}}dydx\ =\ 16\cdot R^{2}}

## Tricilinder

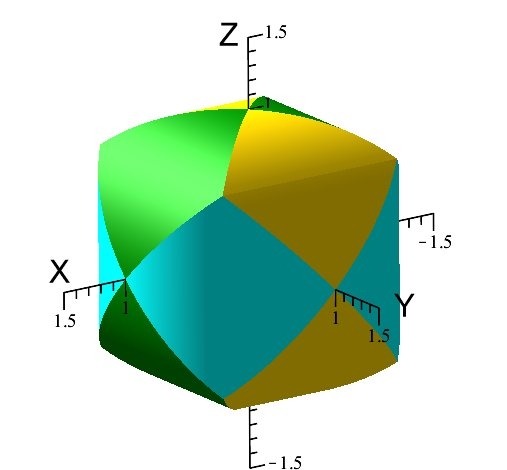
3D-zicht van een tricilinder met straal 1. De drie kleuren tonen waar elk van de drie cilinders de wand van de tricilinder uitmaken.

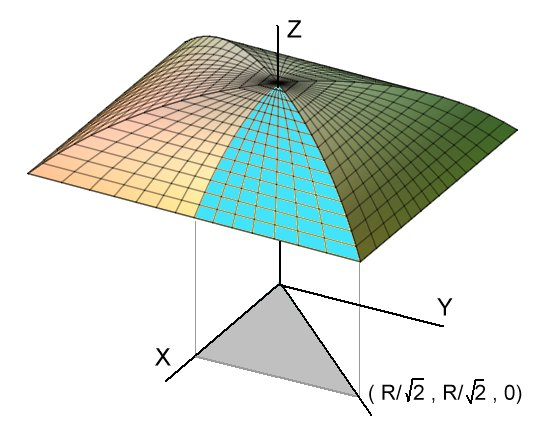
Bovenste deel van een tricilinder. De tricilinder bestaat uit een kubus met een dergelijk kapje op elk van zijn zes zijvlakken. Het blauwe segment is één achtste van zo'n kapje en wordt gebruikt om het volume en de oppervlakte van een tricilinder te berekenen.

Wanneer de assen van de drie cilinders als assen van het orthonormaal assenkruis gekozen wordt hun doorsnede begrensd door de Cartesiaanse vergelijkingen:
{\displaystyle {\begin{cases}x^{2}+y^{2}=R^{2}\\x^{2}+z^{2}=R^{2}\\y^{2}+z^{2}=R^{2}\end{cases}}}
waar R de straal van de cilinders is.
Het oppervlak bestaat dan uit 12 gebogen segmenten met een gelijke ruitachtige vorm. Het oppervlak heeft 14 hoekpunten en 24 ribben. Merk op dat deze waarden voldoen aan Euler's formule voor veelvlakken. In 6 van de 14 hoekpunten komen 4 ribben samen, in de 8 andere 3 ribben.
Om het volume en de totale oppervlakte van een tricilinder met straal R te bepalen kan gebruik gemaakt worden van het lichtblauwe segment op de onderste figuur.
- Volume

Een tricilinder is opgebouwd uit een interne kubus met zijde {\displaystyle {\sqrt {2}}R} met op elk van zijn zes zijden een kapje zoals getoond op de onderste figuur. Zo'n kapje bestaat zelf uit acht delen zoals het blauwe deel. Dat blauw deel bevindt zich boven een driehoek in het XY-vlak met hoekpunten (0,0,0), ({\displaystyle R/{\sqrt {2}}},0,0) en ({\displaystyle R/{\sqrt {2}}},{\displaystyle R/{\sqrt {2}}},0). De onderkant van het blauwe deel bevindt zich op hoogte z = {\displaystyle R/{\sqrt {2}}}, de bovenkant op hoogte {\displaystyle z\ =\ {\sqrt {R^{2}-x^{2}}}}. De inhoud van het blauwe deel is dus:
{\displaystyle v\ =\ \int _{x=0}^{R/{\sqrt {2}}}\int _{y=0}^{x}\left({\sqrt {R^{2}-x^{2}}}-R/{\sqrt {2}}\right)\ dydx={\frac {8-5\cdot {\sqrt {2}}}{24}}\cdot R^{3}}
de totale inhoud is dan:
{\displaystyle V\ =\ 48\cdot v+2\cdot {\sqrt {2}}\cdot R^{3}\ =\ 8\cdot (2-{\sqrt {2}})\cdot R^{3}}
- Oppervlakte

De totale oppervlakte van de tricilinder is gelijk aan 24 maal de oppervlakte van het blauwe deel. Met de formule voor een oppervlakte-integraal voor Cartesische coördinaten die hierboven ook gebruikt werd voor de oppervlakte van een bicilinder vindt men:
{\displaystyle S\ =\ 24\cdot (2-{\sqrt {2}})\cdot R^{2}}
Voor de bicilinder en de tricilinder is de verhouding van de oppervlakte over het volume gelijk aan 3/R, wat overigens ook het geval is voor een sfeer.

## Symmetrieën
De hierboven vermelde Cartesiaanse vergelijkingen gelden voor Steinmetzlichamen waarbij de assen van de gebruikte cilinders de assen van het assenkruis zijn. Dit heeft tot gevolg dat elk van de drie variabelen {\displaystyle x}, {\displaystyle y} en {\displaystyle z} als kwadraten in de vergelijkingen voorkomen. De vergelijkingen wijzigen dus niet als één of meerdere van de variabelen van teken wordt gewisseld. Meetkundig betekent dit dat de bicilinder en de tricilinder symmetrisch zijn tegenover
- elk coördinaatsvlak: het XY-vlak, het XZ-vlak en het YZ-vlak,
- elke coördinaatas: de X-as, de Y-as en de Z-as,
- de oorsprong van het assenkruis.
- De bicilinder is ook symmetrisch tegenover de vlakken {\displaystyle x=y} en {\displaystyle x=-y}.
- De tricilinder is ook symmetrische tegenover de vlakken {\displaystyle x=y}, {\displaystyle x=-y}, {\displaystyle x=z}, {\displaystyle x=-z},{\displaystyle y=z} en {\displaystyle y=-z}.

Daarenboven zijn de figuren ook invariant voor bepaalde rotaties
- de bicilinder is invariant voor rotaties over gehele veelvouden van 90° rond de Z-as.
- de bicilinder is invaraiant voor rotaties over 180° rond de X-as en de Y-as, en rond beide bissectrices van deze twee assen.
- de tricilinder is invariant voor rotaties over gehele veelvouden van 90° rond elk coördinaatas.
- de tricilinder is invariant voor rotaties over gehele veelvouden van 180° rond elke bissectrice van twee coördinaatassen.
- de tricilinder is invariant voor rotaties over gehele veelvouden van 120° rond elk van de vier rechten met vergelijkingen {\displaystyle x=\pm y=\pm z}.

De manier waarop een tricilinder invariant is voor rotaties en spiegelingen is dezelfde als voor een kubus. Zie daarover Symmetriegroep van de kubus.

## Doorsnedes van meer cilinders
(Dit is grotendeels een vertaling vanuit de overeenstemmende Engelstalige pagina.)
Wanneer in een kubus elk hoekpunt wordt verbonden met het overstaande hoekpunt snijden de vier aldus ontstane lijnstukken elkaar in het middelpunt van de kubus. Wanneer de vier rechten bepaald door deze lijnstukken als assen van vier cilinders met gelijke straal R gekozen worden heeft de doorsnede van die vier cilinders een volume:
{\displaystyle V_{4}=12(2{\sqrt {2}}-{\sqrt {6}})r^{3}\,}
Wanneer het middelpunt van de kubus wordt verbonden met de middens van de twaalf ribben ontstaan zes rechten. Deze kan men dan nemen als assen van zes cilinders met gelijke straal R. Het volume van hun doorsnede is dan:
{\displaystyle V_{6}={\frac {16}{3}}(3+2{\sqrt {3}}-4{\sqrt {2}})r^{3}\,}